# Homokaryoot
Homokaryoot verwijst naar een cel waarin elke celkern genetisch identiek is. Dat kan onder de vorm van één enkele celkern (monokaryoot) of van twee of meerdere celkernen (multikaryoot). In multikaryote, homokaryote cellen delen de verschillende kernen hetzelfde cytoplasma, zoals het geval is in myceliale cellen van filamenteuze fungi. De tegenhanger van homokaryoot is heterokaryoot.